# 張磊 (自転車選手)
張 磊（ちょう・らい、チャン・レイ、ラテン文字翻記:Zhang Lei、1981年4月4日 - ）は、中華人民共和国山東省済南市出身の自転車競技（トラックレース）選手。簡体字表記は、张 磊。

## 経歴
張淼は実弟で、同じく自転車競技（トラックレース）選手。
2006年
- アジア競技大会・チームスプリント 2位。

2009年
- UCIトラックワールドカップ2008-2009北京大会・スプリント 2位

2010年
- UCIトラックワールドカップ2009-2010北京大会・チームスプリント 優勝（ + 張淼、成昌松）
- トラックレース世界選手権・チームスプリント 4位（ + 張淼、成昌松）
- アジア競技大会
  - チームスプリント 優勝（ + 張淼、成昌松）
  - スプリントでは、決勝で前回大会優勝者の北津留翼を下し、日本勢の同大会同種目12連覇を阻止して優勝。

2011年
- 第31回アジア自転車競技選手権大会
  - チームスプリント 優勝（ + 張淼、成昌松）

2012年
- 第32回アジア自転車競技選手権大会
  - チームスプリント 優勝（ + 張淼、成昌松）
  - スプリント 3位
- ロンドン五輪・チームスプリント 6位